# 탠드리지구

탠드리지구의 위치

탠드리지구(영어: Tandridge District)는 잉글랜드 서리주에 위치한 비도시 자치구로 중심 도시는 옥스티드이며 인구는 85,374명(2014년 기준), 면적은 248.2km2이다.